# Torkild Garp
Torkild Garp (Copenaghen, 31 gennaio 1883 – Gentofte, 16 febbraio 1976) è stato un ginnasta danese.

## Palmarès

### Olimpiadi
- 1 medaglia:
  - 1 argento (Stoccolma 1912 nel concorso svedese a squadre)